# Рижов Кім Іванович
Рижов Кім Іванович (рос. Рыжов Ким Иванович; 3 травня 1931, Ленінград, РРФСР — 25 березня 1999) — російський радянський поет-пісняр, автор мюзиклів, сценарист. Написав пісні до таких стрічок як «Зайчик» Леоніда Бикова, «Троє в човні, не рахуючи собаки» та ін.

## Біографія
У 1950-х роках вступив до Ленінградського електротехнічного інституту, де познайомився з майбутніми відомими радянськими драматургами Михайлом Гіндіним та Генріхом Рябкіним. Вони вирішують створити літературне товариство під псевдонімом «Гінряри», або «сестри Гінряри». Друзі друкували всілякі вірші, пісні, сценки та естрадні огляди. Найвідомішою їхньою піснею була «Карелія», музику до якої написав майбутній композитор Олександр Колкер.
У 1960 році літературне товариство, до якого входив Рижов, розпалося.
Показав себе як самостійного талановитого поета-пісняра і сценариста. Писав мюзикли «Весілля Кречинського» та «Справа». Разом з Михайлом Гіндіними він написав неперевершений сценарій, який екранізував Леонід Биков. Стрічка мала назву «Зайчик» (1964). Але попри те, що фільм в перші ж тижні прокату зібрав понад 20 млн глядачів, керівництво «Ленфільму» вирішує стрічку негласно заборонити, через критику бюрократичної радянської системи у фільмі.
Співпрацював з такими видатними композиторами тієї епохи як Андрій Петров, Генадій Гладков та іншими.
Останнім фільмом стала стрічка «Простодушний» (1994).

## Фільмографія

### Сценарист
- 1953 — «Звана вечеря»
- 1964 — «Зайчик»
- 1974 — «Весілля Кречинського»
- 1986 — «Прекрасна Єлена»
- 1989 — «Руанська діва на прізвисько Пишка»
- 1991 — «Божевільні»
- 1994 — «Простодушний»